# Merced Regional Airport
De Merced Regional Airport (IATA: MCE, ICAO: KMCE) is een kleine Amerikaanse luchthaven 3 km ten zuidwesten van de stad Merced in Merced County (Californië). De luchthaven is eigendom van de stad en wordt gebruikt voor algemene luchtvaart.
De luchthaven wordt gebruikt als toegangspoort tot de universiteit UC Merced en het Yosemite National Park. Het Yosemite Area Regional Transportation System (YARTS) voorziet busverbindingen tussen de Merced Regional Airport en het nationale park.
In 2011 namen er 3.181 mensen het vliegtuig vanuit Merced. In 2009 waren dat er slechts 1.052, tegenover 8.616 in 2005.